# 猪去氧胆酸
猪去氧胆酸（英語：Hyodeoxycholic acid，也被称为3α,6α-二羟基-5β-胆烷-24-羧酸，3α,6α-Dihydroxy-5β-cholan-24-oic acid，缩写HDCA）是一种次级胆汁酸，即初级胆汁酸在肠道菌群代谢下的产物，和其它去氧胆酸相比，其羟基位于6号C原子的6α位置。6α-羟基基团使HDCA具有親水性，类似于猪胆酸。HDCA在不同哺乳动物中所含比例不同，在猪的胆汁中，它是主要成分。在类固醇物质全合成实现之前，猪去氧胆酸常作为化工上合成类固醇的前体物质。